# أندرو بالمر
أندرو بالمر (بالإنجليزية: Andrew Palmer)‏ (و. 1808 – 1891 م) هو سياسي، من الولايات المتحدة الأمريكية، كان عضوًا في الحزب الديمقراطي الأمريكي، توفي عن عمر يناهز 83 عاماً.

## مناصب
تولى منصب عضو مجلس ولاية ويسكونسن.